# Físico-química orgânica
O termo Físico-química orgânica foi criado Louis Hammett em 1940, refere-se a uma disciplina da química orgânica que se concentra na relação entre estruturas químicas e reatividade, em particular a aplicação de ferramentas experimentais da química física ao estudo de moléculas orgânicas. 
Os pontos específicos desta disciplina incluem as velocidades de reações orgânicas, as estabilidades químicas relativas dos materiais de partida, intermediários reativos, estados de transição e produtos de reações químicas e aspectos não covalentes da solvatação e interações moleculares que influenciam a reatividade química. Tais estudos fornecem estruturas teóricas e práticas para entender como as mudanças na estrutura em contextos de solução ou estado sólido afetam o mecanismo de reação e a velocidade de cada reação orgânica de interesse.

## Atuação
Os pesquisadores em físico-química-orgânica usam abordagens teóricas e experimentais para entender esses problemas fundamentais da química orgânica, incluindo cálculos termodinâmicos clássicos e estatísticos, teoria da mecânica quântica e química computacional, bem como espectroscopia experimental (por exemplo, RMN), espectrometria (por exemplo, MS), e abordagens de cristalografia. Portanto, o campo tem aplicações em uma ampla variedade de campos mais especializados, incluindo eletroquímica e fotoquímica, química de polímeros e Química supramolecular e química bio-orgânica, enzimologia e biologia química, bem como em empresas comerciais envolvendo química de processos, engenharia química, ciência de materiais e nanotecnologia e farmacologia na descoberta de medicamentos por design.

## Estrutura química e termodinâmica

### Termoquímica
Os químicos orgânicos usam as ferramentas da termodinâmica para estudar a ligação, a estabilidade e a energia dos sistemas químicos, para a determinação dos parâmetros termodinâmicos como entalpia (ΔH), entropia (ΔS) e energia livre de Gibbs (ΔG) de uma reação, transformação ou isomerização. Os químicos podem usar várias análises químicas e matemáticas, como um gráfico de Van 't Hoff, para calcular esses valores.
Constantes empíricas como energia de dissociação de ligação, calor padrão de formação (ΔHf °) e calor de combustão (ΔHc °) são usadas para prever a estabilidade das moléculas e a alteração na entalpia (ΔH) ao longo das reações. Para moléculas complexas, um valor de ΔHf ° pode não estar disponível, mas pode ser estimado usando fragmentos moleculares com aquecimentos de formação conhecidos. Esse tipo de análise é geralmente chamado de teoria do incremento de grupo de Benson, de acordo com o químico Sidney Benson. 
A termoquímica dos intermediários reativos - carbocátions, carbânions e radicais - também é de interesse para os químicos orgânicos físicos. Os dados de incremento de grupo estão disponíveis para sistemas radicais. As estabilidades de carbocátions e carbânions podem ser avaliadas usando afinidades de íons hidretos e valores de pKa, respectivamente.

### Análise conformacional

conformações do metilciclohexano

Um dos métodos principais para avaliar a estabilidade química e energética é a análise conformacional. Químicos  orgânicos usam análise conformacional para avaliar os vários tipos de deformação presentes em uma molécula para prever produtos de reação. A tensão pode ser encontrada em moléculas acíclicas e cíclicas, manifestando-se em diversos sistemas como tensão de torção, alílica. Os valores A fornecem uma base quantitativa para prever a conformação de um ciclohexano substituído, uma classe importante de compostos orgânicos cíclicos cuja reatividade é fortemente guiada por efeitos conformacionais. O valor A é a diferença na energia livre de Gibbs entre as formas axial e equatorial do ciclohexano substituído e, adicionando os valores A de vários substituintes, é possível prever quantitativamente a conformação preferida de um derivado de ciclohexano.

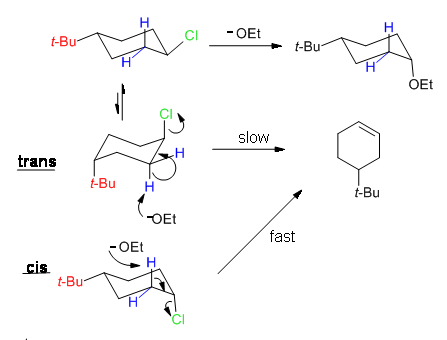
eliminação bimolecular em derivado de ciclohexano

Além da estabilidade molecular, a análise conformacional é usada para prever produtos de reação. Um exemplo do uso de análise conformacional é a reação de eliminação bimolecular (E2). Essa reação ocorre mais rapidamente quando o nucleófilo ataca a espécie que é antiperiplanar ao grupo de saída. Uma análise orbital molecular desse fenômeno sugere que essa conformação fornece a melhor sobreposição entre os elétrons no orbital de ligação R-H σ que está sofrendo ataque nucleofílico e o orbital vazio σ* da ligação R-X que está sendo quebrada. Ao explorar esse efeito, a análise conformacional pode ser usada para projetar moléculas mais reativas.
Os processos físicos que dão origem a barreiras de rotação de ligação são complexos, e essas barreiras foram extensivamente estudadas por métodos experimentais e teóricos. Vários artigos recentes investigaram a predominância das contribuições estéricas, eletrostáticas e hiperconjugativas para barreiras rotacionais em etano, butano e mais moléculas substituídas. 

### Interações não covalentes

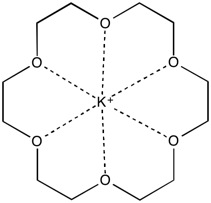
complexo de 18-coroa[6] com potássio

Os químicos usam o estudo de ligações / interações não covalentes intramoleculares e intermoleculares em moléculas para avaliar a reatividade. Tais interações incluem, mas não estão limitadas a, ligação de hidrogênio, interações eletrostáticas entre moléculas carregadas, interações dipolo-dipolo, interações polar-π e cátion-π, empilhamento π, química de aceitador de doador e ligação de halogênio. Além disso, o efeito hidrofóbico - a associação de compostos orgânicos na água - é uma interação eletrostática e não covalente de interesse para os químicos. A origem física precisa do efeito hidrofóbico se origina de muitas interações complexas, mas acredita-se que seja o componente mais importante do reconhecimento biomolecular na água.  O estudo de interações não covalentes também é usado para estudar a ligação e a cooperatividade em conjuntos supramoleculares e compostos macrocíclicos, como éteres-coroa e criptandos, que podem atuar como hospedeiros das moléculas convidadas.

### Química ácido-base
As propriedades de ácidos e bases utilizam os conceitos de ácidos / bases de Brønsted – Lowry como doadores / aceitadores de prótons e ácidos / bases de Lewis como aceitadores / doadores de elétrons em reações orgânicas e propriedades como  indução, forças de ligação, ressonância, hibridação, aromaticidade e solvatação de espécies iônicas e moleculares são utilizados para prever e interpretar acidez e basicidade relativas.
O princípio ácido/ base duro / mole  é utilizado para prever interações moleculares e direção da reação. Em geral, são preferidas interações entre moléculas do mesmo tipo. Ou seja, os ácidos duros se associam às bases duras e os ácidos macios às bases moles. O conceito de ácidos e bases duras é frequentemente explorado na síntese de complexos de coordenação inorgânicos.

## Cinética de Reações Químicas
A Físico-química orgânica usa os fundamentos matemáticos da cinética química para estudar as velocidades de reações e mecanismos de reação. Diferentemente da termodinâmica, que se preocupa com as estabilidades relativas dos produtos e reagentes (ΔG °) e suas concentrações de equilíbrio, o estudo da cinética concentra-se na energia livre de ativação (ΔG ‡) - a diferença de energia livre entre a estrutura do reagente e a estrutura do estado de transição - de uma reação e, portanto, permite que um químico estude o processo de equilíbrio. Formalismos matematicamente derivados, como o Postulado de Hammond, o princípio de Curtin-Hammett e a teoria da reversibilidade microscópica são frequentemente aplicados à química orgânica. Os químicos também usaram o princípio do controle termodinâmico versus cinético para influenciar os produtos da reação.

### Lei cinética de reações
O estudo da cinética química é usado para determinar a lei da velocidade de uma reação. A lei cinética fornece uma relação quantitativa entre a velocidade de uma reação química e as concentrações ou pressões das espécies químicas presentes. As leis de velocidades devem ser determinadas por medição experimental e geralmente não podem ser elucidadas a partir da equação química. A lei de velocidade determinada experimentalmente refere-se à estequiometria da estrutura do estado de transição em relação à estrutura do estado fundamental. A determinação da lei das velocidades foi realizada historicamente através do monitoramento da concentração de um reagente durante uma reação através de análise gravimétrica, mas hoje é quase exclusivamente feita através de técnicas espectroscópicas rápidas e inequívocas. Na maioria dos casos, a determinação das equações de velocidade é simplificada pela adição de um grande excesso de todos os reagentes, exceto um.

### Catálise
O estudo da catálise e reações catalíticas é muito importante para o campo da físico-química orgânica. Um catalisador participa da reação química, mas não é consumido no processo.  Um catalisador reduz a barreira de energia de ativação (ΔG‡), aumentando a velocidade de uma reação estabilizando a estrutura do estado de transição ou desestabilizando um reação intermediária chave, e como é necessária apenas uma pequena quantidade de catalisador, ele pode fornecer acesso econômico a moléculas orgânicas caras ou difíceis de sintetizar. Os catalisadores aumentam a velocidade da reação alterando o mecanismo da reação, estabilizando o estado de transição.

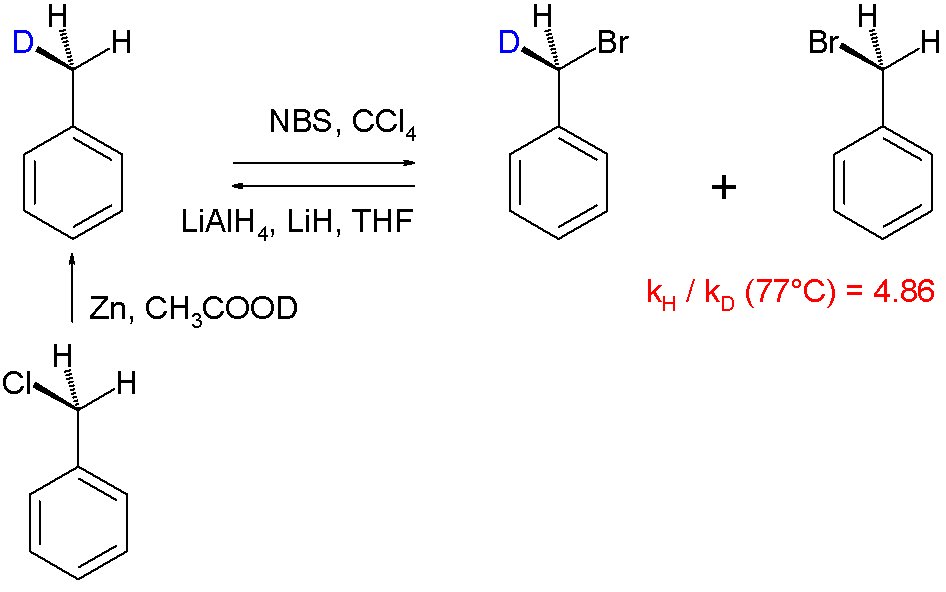
exemplo de efeito isotópico

### Efeito de isótopo cinético
Embora uma lei de velocidade forneça a estequiometria da estrutura do estado de transição, ela não fornece nenhuma informação sobre quebra ou formação de ligações.  A substituição de um isótopo perto de uma posição reativa geralmente leva a uma alteração na velocidade de uma reação. A substituição isotópica altera a energia potencial dos intermediários da reação e dos estados de transição porque os isótopos mais pesados formam ligações mais fortes com outros átomos. A massa atômica afeta o estado vibracional do ponto zero das moléculas associadas, ligações mais curtas e fortes em moléculas com isótopos mais pesados e ligações mais longas e mais fracas em moléculas com isótopos leves. Porque os movimentos vibracionais geralmente mudam durante um curso de uma reação, devido à criação e quebra de vínculos, as frequências serão afetadas e a substituição de um isótopo pode fornecer informações sobre o mecanismo de reação e a lei de velocidades.

### Efeitos de Substituintes

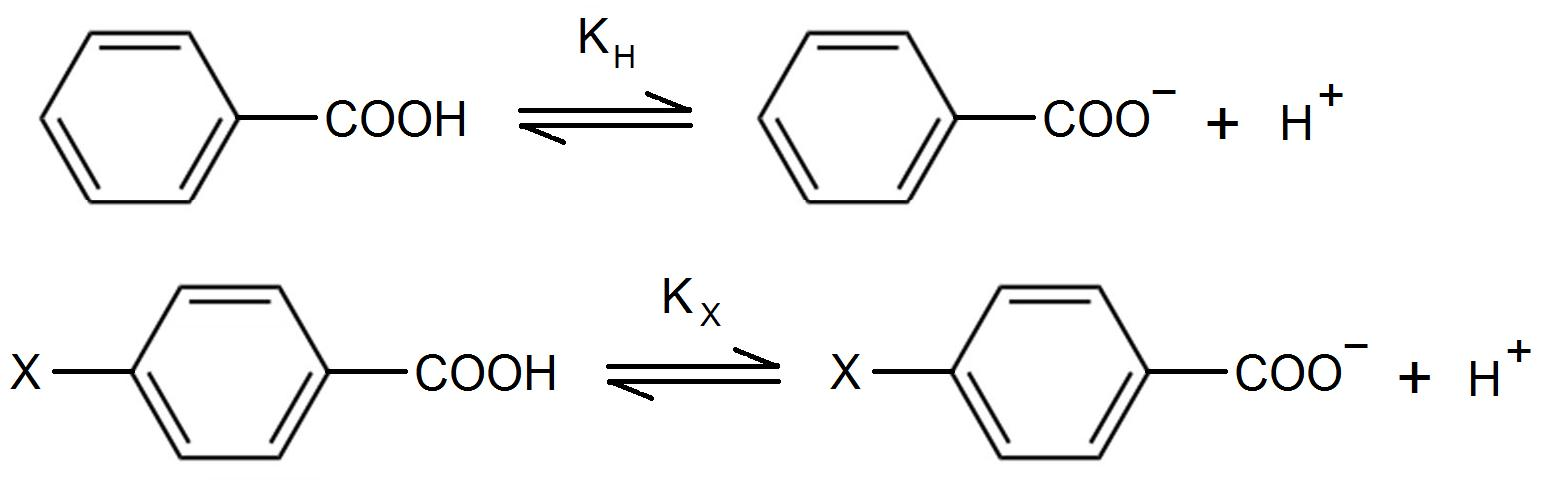
efeito do substituinte na acidez de ácidos benzoicos substituídos

O estudo de como os substituintes afetam a reatividade de uma molécula ou a velocidade de reações é de interesse significativo para os químicos. Os substituintes podem exercer um efeito por meio de interações estéricas e eletrônicas, as últimas incluindo ressonância e efeitos indutivos. A polarizabilidade da molécula também pode ser afetada. A maioria dos efeitos dos substituintes é analisada através de relações lineares de energia livre. O mais comum deles é a o gráfico de Hammett.  Essa análise compara o efeito de vários substituintes na ionização do ácido benzoico com seu impacto em diversos sistemas químicos. Os parâmetros das plotagens de Hammett são sigma (σ) e rho (ρ). O valor de σ indica a acidez do ácido benzoico substituído em relação à forma não substituída. Um valor positivo de σ indica que o composto é mais ácido, enquanto um valor negativo indica que a versão substituída é menos ácida. O valor ρ é uma medida da sensibilidade da reação à mudança no substituinte, mas apenas mede os efeitos indutivos. Portanto, foram produzidas duas novas escalas que avaliam a estabilização da carga localizada por ressonância. Um é σ +, que diz respeito a substituintes que estabilizam cargas positivas por ressonância, e o outro é σ−, que é para grupos que estabilizam cargas negativas por ressonância. A análise de Hammett pode ser usada para ajudar a elucidar os possíveis mecanismos de uma reação. Por exemplo, se for previsto que a estrutura do estado de transição tenha um acúmulo de carga negativa em relação à estrutura do estado fundamental, espera-se que os grupos doadores de elétrons aumentem a velocidade da reação. 
Outras escalas de Energia livre x Estrutura foram desenvolvidas. Os efeitos estéricos e polares são analisados através dos parâmetros Taft. Mudar o solvente em vez do reagente pode fornecer informações sobre as mudanças de carga durante a reação. O gráfico de Grunwald-Winstein fornece informações quantitativas sobre esses efeitos.

### Efeito de Solvente
Os solventes podem ter um efeito poderoso na solubilidade, estabilidade e velocidade de reação. Uma mudança no solvente também pode permitir que um químico influencie o controle termodinâmico ou cinético da reação. As reações ocorrem em velocidades diferentes em diferentes solventes devido à mudança na distribuição de carga durante uma transformação química. Os efeitos do solvente podem operar nas estruturas do estado fundamental e / ou do estado de transição.  
Um exemplo do efeito do solvente nas reações orgânicas é visto na comparação das reações SN1 e SN2.
O solvente também pode ter um efeito significativo no equilíbrio termodinâmico de um sistema, por exemplo, como no caso de tautomerizações de ceto-enol em compostos 1,3-dicarbonilados. Em solventes apróticos não polares, a forma enol é favorecida pela formação de uma ligação hidrogênio intramolecular, enquanto em solventes apróticos polares, como cloreto de metileno, a forma enol é menos favorecida devido à interação entre o solvente polar e a dicetona polar. Em solventes próticos, o equilíbrio está voltado para a forma ceto, pois a ligação intramolecular de hidrogênio compete com as ligações de hidrogênio originárias do solvente.  
Um exemplo moderno do estudo dos efeitos do solvente no equilíbrio químico pode ser visto em um estudo da epimerização de reagentes quirais de ciclopropilnitrila Grignard.  Este estudo relata que a constante de equilíbrio para a isomerização cis-trans do reagente de Grignard é muito maior - a preferência pela forma cis é aumentada - em THF como solvente da reação, em relação ao éter dietílico. No entanto, a velocidade mais rápida de isomerização cis-trans em THF resulta em uma perda de pureza estereoquímica. Este é um caso em que a compreensão do efeito do solvente na estabilidade da configuração molecular de um reagente é importante no que diz respeito à seletividade observada em uma síntese assimétrica.

### Química Quântica
A química quântica também pode fornecer informações sobre o mecanismo de uma transformação orgânica sem a coleta de dados experimentais. Como as funções de onda fornecem a energia total de um determinado estado molecular, as geometrias moleculares calculadas podem ser otimizadas para fornecer estruturas moleculares relaxadas muito semelhantes às encontradas por métodos experimentais. As coordenadas de reação podem ser simuladas e estruturas de estado de transição resolvido. A solução de uma superfície de energia completa para uma dada reação é, portanto, possível, e esses cálculos foram aplicados a muitos problemas em química orgânica em que os dados cinéticos não estão disponíveis ou são difíceis de adquirir. 

### Espectroscopia, espectrometria e cristalografia
A físico química orgânica geralmente envolve a identificação da estrutura molecular, dinâmica e concentração de reagentes no decorrer de uma reação. A interação das moléculas com a luz pode fornecer uma riqueza de dados sobre essas propriedades através de experimentos espectroscópicos não destrutivos, com a luz absorvida quando a energia de um fóton corresponde à diferença de energia entre dois estados de uma molécula e emitida quando um estado excitado de uma molécula entra em colapso para um estado de energia mais baixo. As técnicas espectroscópicas são amplamente classificadas pelo tipo de excitação sendo sondada, como vibração, rotação, eletrônica, ressonância magnética nuclear (RMN) e espectroscopia de ressonância paramagnética eletrônica. Além dos dados espectroscópicos, a determinação da estrutura é frequentemente auxiliada por dados complementares coletados de difração de raios-X e experimentos espectrométricos de massa. 

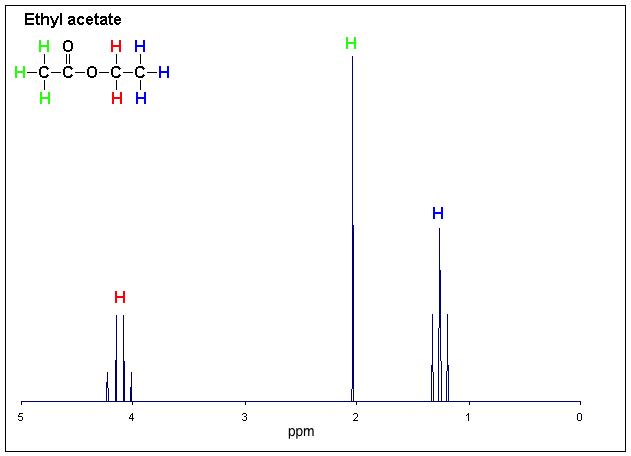
espectro de RMN do acetato de etila

Uma das ferramentas mais poderosas da química orgânica física é a espectroscopia de RMN. Um campo magnético externo aplicado a um núcleo paramagnético gera dois estados discretos, com valores de spin positivos e negativos divergindo em energia; a diferença de energia pode ser sondada determinando a frequência da luz necessária para estimular uma mudança no estado de rotação de um determinado campo magnético. Núcleos que não são indistinguíveis em uma dada molécula absorvem em diferentes frequências, e a área de pico integrada em um espectro de RMN é proporcional ao número de núcleos que respondem a essa frequência.  É possível quantificar a concentração relativa de diferentes moléculas orgânicas simplesmente por picos de integração no espectro, e muitas experiências cinéticas podem ser realizadas fácil e rapidamente seguindo o progresso de uma reação dentro de uma amostra de RMN. A RMN de prótons é frequentemente usada pelo químico orgânico sintético porque os prótons associados a certos grupos funcionais fornecem energias de absorção características, mas a espectroscopia de RMN também pode ser realizada em isótopos de nitrogênio, carbono, flúor, fósforo, boro e uma série de outros elementos. Além de experimentos simples de absorção, também é possível determinar a velocidade de reações rápidas de troca de átomos através de medições de troca de supressão, distâncias interatômicas através de experimentos de efeito de exaustão nuclear multidimensionais e acoplamento de spin-spin através de ligações através de espectroscopia de correlação homonuclear. Além das propriedades de excitação por rotação dos núcleos, também é possível estudar as propriedades dos radicais orgânicos através da mesma técnica fundamental. Os elétrons não emparelhados também têm um giro líquido e um campo magnético externo permite a extração de informações semelhantes através da espectroscopia de ressonância paramagnética eletrônica (EPR).

### Espectroscopia vibracional

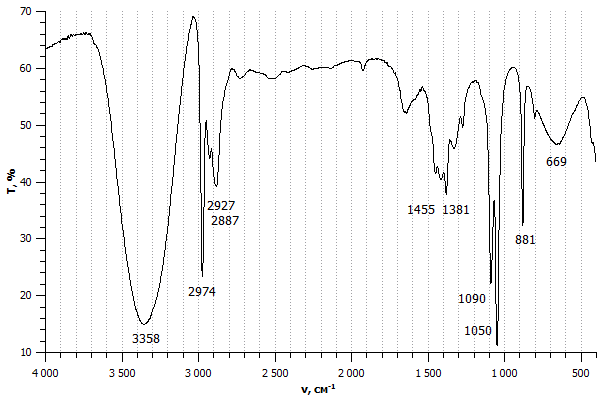
espectro de infravermelho do etanol

A espectroscopia vibracional, ou espectroscopia de infravermelho (IR), permite a identificação de grupos funcionais e, devido ao baixo custo e robustez, é frequentemente usada em laboratórios de ensino e o monitoramento em tempo real do progresso da reação em ambientes de difícil acesso (alta pressão , alta temperatura, fase gasosa, limites de fase). As vibrações moleculares são quantizadas de maneira análoga às funções eletrônicas das ondas, com aumentos inteiros na frequência, levando a estados de energia mais altos. A diferença de energia entre estados vibracionais é quase constante, geralmente caindo na faixa de energia correspondente aos fótons infravermelhos, porque a temperaturas normais as vibrações moleculares se assemelham muito aos osciladores harmônicos. Ele permite a identificação bruta de grupos funcionais em moléculas orgânicas, mas os espectros são complicados pelo acoplamento vibracional entre grupos funcionais próximos em moléculas complexas. Portanto, sua utilidade na determinação da estrutura é geralmente limitada a moléculas simples. Para complicar ainda mais, algumas vibrações não induzem uma mudança no momento dipolar molecular e não serão observáveis com a espectroscopia de absorção de infravermelho padrão. Em vez disso, eles podem ser sondados por espectroscopia Raman, mas essa técnica requer um aparelho mais elaborado e é menos comumente executada. No entanto, como a espectroscopia Raman depende da dispersão da luz, ela pode ser realizada em amostras microscópicas, como a superfície de um catalisador heterogêneo, um limite de fase ou em uma subamostra de um microlitro (µL) dentro de um volume líquido maior.  As aplicações da espectroscopia vibracional são frequentemente usadas pelos astrônomos para estudar a composição de nuvens de gases moleculares, atmosferas planetárias extra-solares e superfícies planetárias.

### Espectroscopia de excitação eletrônica
A espectroscopia de excitação eletrônica, ou espectroscopia visível no ultravioleta (UV-vis), é realizada nas regiões visível e ultravioleta do espectro eletromagnético e é útil para detectar a diferença de energia entre a energia mais alta ocupada (HOMO) e a energia mais baixa desocupada (LUMO ) orbitais moleculares. Esta informação é útil para químicos orgânicos físicos no design de sistemas fotoquímicos e corantes orgânicos, pois a absorção de diferentes comprimentos de onda da luz visível dá cor às moléculas orgânicas. Um entendimento detalhado de uma estrutura eletrônica é, portanto, útil na explicação de excitações eletrônicas e, através de um controle cuidadoso da estrutura molecular, é possível ajustar o espaço HOMO-LUMO para fornecer as cores desejadas e as propriedades do estado excitado. 

### Espectrometria de massa
A espectrometria de massa é uma técnica que permite a medição da massa molecular e oferece dados complementares às técnicas espectroscópicas para identificação estrutural. Em um experimento típico, uma amostra da fase gasosa de um material orgânico é ionizada e as espécies iônicas resultantes são aceleradas por um campo elétrico aplicado em um campo magnético. A deflexão transmitida pelo campo magnético, geralmente combinada com o tempo necessário para a molécula chegar a um detector, é então usada para calcular a massa da molécula. Freqüentemente, no curso da ionização da amostra, grandes moléculas se separam, e os dados resultantes mostram uma massa original e um número menor de massas de fragmentos; essa fragmentação pode dar uma visão rica da sequência de proteínas e polímeros de ácido nucleico. Além da massa de uma molécula e de seus fragmentos, a distribuição de massas variantes isotópicas também pode ser determinada e a presença qualitativa de certos elementos identificados devido à sua característica distribuição isotópica natural. A proporção entre a população de massa de fragmentos e a população de íons progenitores pode ser comparada com uma biblioteca de dados de fragmentação empírica e combinada com uma estrutura molecular conhecida. Cromatografia gasosa combinada e espectrometria de massa são usadas para identificar qualitativamente moléculas e medir quantitativamente a concentração com grande precisão e exatidão, e são amplamente usadas para testar pequenas quantidades de biomoléculas e narcóticos ilícitos em amostras de sangue. Para químicos orgânicos sintéticos, é uma ferramenta útil para a caracterização de novos compostos e reações.

### Cristalografia
Diferentemente dos métodos espectroscópicos, a cristalografia de raios-X sempre permite a determinação inequívoca da estrutura e fornece ângulos de ligação precisos e comprimentos totalmente indisponíveis por espectroscopia. É frequentemente usado em química orgânica física para fornecer uma configuração molecular absoluta e é uma ferramenta importante para melhorar a síntese de uma substância enantiomérica pura. É também a única maneira de identificar a posição e a ligação de elementos que não possuem um núcleo ativo de RMN, como o oxigênio. De fato, antes que os métodos de determinação estrutural de raios-X fossem disponibilizados no início do século 20, todas as estruturas orgânicas eram inteiramente conjecturais: o carbono tetraédrico, por exemplo, só foi confirmado pela estrutura cristalina do diamante  e a estrutura deslocalizada do benzeno foi confirmado pela estrutura cristalina do hexametilbenzeno. Embora a cristalografia forneça aos químicos orgânicos dados altamente satisfatórios, ela não é uma técnica cotidiana em química orgânica porque um único cristal perfeito de um composto alvo deve ser cultivado. Somente moléculas complexas, para as quais os dados de RMN não podem ser inequivocamente interpretados, requerem essa técnica. No exemplo abaixo, a estrutura do complexo hospedeiro-hóspede teria sido bastante difícil de resolver sem uma única estrutura cristalina: não há prótons no fulereno e sem ligações covalentes entre as duas metades da espectroscopia do complexo orgânico. incapaz de provar a estrutura hipotética.

## Físico-Química Orgânica no Brasil
Diversos grupos de pesquisa no Brasil tem se dedicado à investigação da relação entre estrutura, propriedades e reações orgânicas. 
É possível indicar os grupos de grande contribuição: Faruk Nome (Universidade Federal de Santa Catarina), Rosendo Yunes, José Manuel Riveros (USP), Frank Quina entre outros.